# Hylaeamys laticeps
Hylaeamys laticeps és una espècie de mamífer rosegador de la família dels cricètids. És endèmic del sud-est del Brasil. El seu hàbitat natural és la Mata Atlàntica de plana. Està amenaçat per la destrucció del seu medi a causa de la desforestació, l'expansió urbana i l'agricultura. El seu nom específic, laticeps, significa ‘cap ample’ en llatí.